# Plebiscito in Romania del marzo 1941
Il plebiscito in Romania del marzo 1941 si svolse dal 2 al 5 marzo 1941 nel Regno di Romania per approvare la politica del Conducător Ion Antonescu.
Il voto si svolse oralmente, con gli elettori che hanno risposto sì o no, con il silenzio interpretato come un "sì". Il referendum è stato approvato dal 99,9% dei votanti. A novembre si è tenuto un secondo plebiscito sulla politica di Antonescu.

## Contesto
Il 6 settembre 1940, sotto la pressione tedesca, re Carlo II di Romania nominò il generale Ion Antonescu quale "Capo dello Stato romeno", unendo tutti i poteri nella sua persona. Carlo II abdicò due giorni dopo; il nuovo re Michele I di Romania confermò i poteri di Antonescu, che poi proclamò lo "Stato nazionale legionario". Il voto ebbe luogo poco dopo la rivolta della Guardia di Ferro del 21-23 gennaio 1941 come conferma della sua politica.
Antonescu convocò il plebiscito con il decreto n. 451 del 25 febbraio 1941.
Le operazioni di voto della "Grande Assemblea Plebiscitaria della Nazione Rumena" (Adunarea Obştească Plebiscitară a Naţiunii Române) si svolsero dal 2 al 5 marzo 1941. Il voto veniva espresso oralmente, mentre il silenzio (equivalente alla scheda bianca) era considerato come un "sì". Il voto era obbligatorio per gli uomini di età superiore ai 21 anni; gli ebrei non hanno diritto al voto. Il risultato finale ufficiale venne annunciato l'11 marzo 1941.

## Risultati
| Scelta                        | voti      | %     |
| ----------------------------- | --------- | ----- |
| Sì                            | 2 960 298 | 99,90 |
| No                            | 2 996     | 0,10  |
| Voti nulli                    | 0         | –     |
| Totale                        | 2 963 294 | 100   |
| Elettori registrati/affluenza | N.D.      | N.D.  |
| Fonte: Democrazia Diretta     |           |       |